# Paul Laus
Pour les articles homonymes, voir Laus.
Paul Laus (né le 26 septembre 1970 à Beamsville dans la province d'Ontario au Canada) est un joueur professionnel canadien de hockey sur glace. Il évoluait au poste de défenseur. Il est souvent considéré comme étant un homme fort (enforcer).

## Biographie
Paul Laus a fait ses apprentissages dans la Ligue de hockey de l'Ontario en jouant pour les Steelhawks de Hamilton, qui deviennent par la suite le Thunder de Niagara Falls. Après avoir complété sa deuxième saison en LHO, il est sélectionné par les Penguins de Pittsburgh au 37e rang, deuxième tour du repêchage d'entrée de 1989 dans la Ligue nationale de hockey.
Il joue une autre saison chez les juniors après son repêchage puis rejoint les rangs professionnels en 1990-1991. Il joue au cours de cette saison avec les Cherokees de Knoxville dans l'ECHL, mais également pour les Choppers d'Albany et les Lumberjacks de Muskegon de la Ligue internationale de hockey. Il joue deux autres saisons avec la franchise des Lumberjacks (l'équipe déménage à Cleveland en 1992).
En 1993, laissé sans protection par les Penguins, il est réclamé par les Panthers de la Floride lors du repêchage d'expansion de 1993. Ce défenseur au jeu physique et robuste joue neuf saisons avec les Panthers et atteint la finale de la Coupe Stanley avec cette équipe en 1996, finale perdue face à l'Avalanche du Colorado. Il réalise en 1996-1997 son record personnel au niveau des points (12) mais aussi sur les minutes de pénalité avec pas de moins de 313 minutes passés sur le banc de pénalité. Il s'est également battu 39 fois au cours de cette saison.
Il subit une blessure à un poignet qui lui fait manquer la moitié de la saison 2001-2002 et l'intégralité de la saison 2002-2003. À la suite de cette blessure, il annonce sa retraite en septembre 2003.

## Statistiques
| Saison     | Équipe                   | Ligue      |     | Saison régulière | Saison régulière | Saison régulière | Saison régulière | Saison régulière |   | Séries éliminatoires | Séries éliminatoires | Séries éliminatoires | Séries éliminatoires | Séries éliminatoires |
| Saison     | Équipe                   | Ligue      | PJ  | B                | A                | Pts              | Pun              | PJ               | B | A                    | Pts                  | Pun                  |                      |                      |
| 1987-1988  | Steelhawks de Hamilton   | LHO        | 56  | 1                | 9                | 10               | 171              | 14               | 0 | 0                    | 0                    | 28                   |                      |                      |
| 1988-1989  | Thunder de Niagara Falls | LHO        | 49  | 1                | 10               | 11               | 225              | 15               | 0 | 5                    | 5                    | 56                   |                      |                      |
| 1989-1990  | Thunder de Niagara Falls | LHO        | 60  | 13               | 35               | 48               | 231              | 16               | 6 | 16                   | 22                   | 71                   |                      |                      |
| 1990-1991  | Cherokees de Knoxville   | ECHL       | 20  | 6                | 12               | 18               | 83               | -                | - | -                    | -                    | -                    |                      |                      |
| 1990-1991  | Choppers d'Albany        | LIH        | 7   | 0                | 0                | 0                | 7                | -                | - | -                    | -                    | -                    |                      |                      |
| 1990-1991  | Lumberjacks de Muskegon  | LIH        | 35  | 3                | 4                | 7                | 103              | 4                | 0 | 0                    | 0                    | 13                   |                      |                      |
| 1991-1992  | Lumberjacks de Muskegon  | LIH        | 75  | 0                | 21               | 21               | 248              | 14               | 2 | 5                    | 7                    | 70                   |                      |                      |
| 1992-1993  | Lumberjacks de Cleveland | LIH        | 76  | 8                | 18               | 26               | 427              | 4                | 1 | 0                    | 1                    | 27                   |                      |                      |
| 1993-1994  | Panthers de la Floride   | LNH        | 39  | 2                | 0                | 2                | 109              | -                | - | -                    | -                    | -                    |                      |                      |
| 1994-1995  | Panthers de la Floride   | LNH        | 37  | 0                | 7                | 7                | 138              | -                | - | -                    | -                    | -                    |                      |                      |
| 1995-1996  | Panthers de la Floride   | LNH        | 78  | 3                | 6                | 9                | 236              | 21               | 2 | 6                    | 8                    | 62                   |                      |                      |
| 1996-1997  | Panthers de la Floride   | LNH        | 77  | 0                | 12               | 12               | 313              | 5                | 0 | 1                    | 1                    | 4                    |                      |                      |
| 1997-1998  | Panthers de la Floride   | LNH        | 77  | 0                | 11               | 11               | 293              | -                | - | -                    | -                    | -                    |                      |                      |
| 1998-1999  | Panthers de la Floride   | LNH        | 75  | 1                | 9                | 10               | 218              | -                | - | -                    | -                    | -                    |                      |                      |
| 1999-2000  | Panthers de la Floride   | LNH        | 77  | 3                | 8                | 11               | 172              | 4                | 0 | 0                    | 0                    | 8                    |                      |                      |
| 2000-2001  | Panthers de la Floride   | LNH        | 25  | 1                | 2                | 3                | 66               | -                | - | -                    | -                    | -                    |                      |                      |
| 2001-2002  | Panthers de la Floride   | LNH        | 45  | 4                | 3                | 7                | 157              | -                | - | -                    | -                    | -                    |                      |                      |
| Totaux LNH | Totaux LNH               | Totaux LNH | 530 | 14               | 58               | 72               | 1 702            | 30               | 2 | 7                    | 9                    | 74                   |                      |                      |